# 阿梅灵
阿梅灵是奥地利施蒂利亚州尤登堡县的一个市镇。总面积48平方公里，总人口1020人，人口密度21.3人/平方公里（2005年）。